# Округ Ајонија (Мичиген)
Округ Ајонија (енгл. Ionia County) је округ у америчкој савезној држави Мичиген.

## Демографија
По попису из 2010. године број становника је 63.905, што је 2.387 (3,9%) становника више него 2000. године.
| Група             | 2000.          | 2010.          |
| Белци             | 55.749 (90,6%) | 56.962 (89,1%) |
| Афроамериканци    | 2.807 (4,6%)   | 3.019 (4,7%)   |
| Азијати           | 198 (0,3%)     | 248 (0,4%)     |
| Хиспаноамериканци | 1.711 (2,8%)   | 2.791 (4,4%)   |
| Укупно            | 61.518         | 63.905         |